# Circumcisió
| Abans i després de la circumcisió. |  | Abans i després de la circumcisió. |
| Abans i després de la circumcisió. |  |                                    |

Prevalença de la circumsició en homes per països, segons fonts de Circumcision Reference and Commentary Service:

La circumcisió és un procediment que elimina el prepuci del penis humà. En la forma més comuna de l'operació, el prepuci s'estén amb pinces, després es pot col·locar un dispositiu de circumcisió, després del qual s'extreu el prepuci. L'anestèsia tòpica o injectada localment s'utilitza generalment per reduir el dolor i l'estrès fisiològic. La circumcisió es realitza generalment de manera electiva, habitualment com a forma d'atenció mèdica preventiva, com a obligació religiosa o com a pràctica cultural. També és una opció per a casos de fimosi, altres patologies que no es resolen amb altres tractaments i infeccions cròniques del tracte urinari (ITU). El procediment està contraindicat en casos de certes anomalies de l'estructura genital o de mala salut general.
La circumcisió s'associa amb taxes reduïdes d'⁣infeccions de transmissió sexual i infeccions del tracte urinari. Això inclou la disminució de la incidència de formes de virus del papil·loma humà (VPH) que causen càncer i la reducció significativa de la transmissió del VIH entre homes heterosexuals dins de poblacions d'alt risc. L'Organització Mundial de la Salut (OMS) i ONUSIDA recomanen la circumcisió com a part d'un programa integral de transmissió del VIH en zones amb altes taxes endèmiques de VIH. L'OMS no recomana la circumcisió per a la prevenció del VIH en homes que tenen sexe amb homes; l'efectivitat de l'ús de la circumcisió per prevenir el VIH al món desenvolupat no està clara. La circumcisió neonatal també disminueix el risc de càncer de penis. L'operació pot patir complicacions, més habituals quan el procediment es realitza en persones grans. Una revisió de 2010 va trobar que les circumcisions realitzades pels proveïdors mèdics tenien una taxa de complicacions típica de l'1,5% per als nadons i del 6% per als nens més grans, amb pocs casos de complicacions greus. Les complicacions agudes més freqüents són l'hemorràgia, la infecció i l'eliminació d'excessiu o massa poc prepuci. L'estenosi meatal és la complicació més freqüent a llarg termini. Les principals organitzacions mèdiques tenen perspectives variades sobre l'eficàcia profilàctica de la circumcisió electiva de menors. L'OMS, ONUSIDA i les organitzacions mèdiques nord-americanes consideren que comporta beneficis per a la salut profilàctics que superen els petits riscos, mentre que les organitzacions mèdiques europees generalment creuen que en aquestes situacions els seus beneficis mèdics no estan compensats pel risc.
La circumcisió profilàctica es va originar a Anglaterra durant la dècada de 1850, i es va establir com una forma de prevenir les infeccions de transmissió sexual. Més enllà de l'ús com a opció profilàctica o de tractament en l'assistència sanitària, la circumcisió té un paper important en moltes de les cultures i religions del món, sobretot el judaisme i l'islam. La circumcisió és un dels manaments més importants del judaisme. Històricament, les campanyes de persecució jueva han inclòs la prohibició de la pràctica com a mitjà d'assimilació, conversió i etnocidi per força. Les diferents opinions mèdiques, culturals, religioses i ètiques han donat lloc a una incidència i prevalença àmpliament divergents dins les polítiques. Està molt estès a Austràlia, Canadà, Estats Units, Corea del Sud, Nova Zelanda, la major part d'Àfrica i parts d'Àsia. És relativament rar per raons no religioses a parts del sud d'Àfrica, Amèrica Llatina, Europa i parts d'Àsia. L'origen de la circumcisió no es coneix amb certesa; la documentació més antiga prové de l'antic Egipte.

## Raons culturals
A finals del segle xix, es va començar a realitzar la circumcisió "neonatal" (és a dir, just després del naixement) al Regne Unit. Aquesta pràctica quirúrgica es va fer popular a gairebé tots els països anglosaxons, especialment als Estats Units, Canadà, Nova Zelanda, Irlanda i Austràlia. Avui també és molt popular a Corea del Sud. També es practica, encara que en percentatges molt menors, a Mèxic i alguns països d'Amèrica Central. La circumcisió neonatal és recomanada només per raons de manca d'higiene. El penis produeix una substància nomenada esmegma que en acumular-se produeix una olor desagradable i pot ser causa d'infeccions urinàries.
El 1999 l'American Academy of Pediatrics recomana la circumcisió neonatal només en cas que els pares ho considerin necessari, però encara és molt popular als Estats Units on gairebé el 80% dels homes són circumcidats. A l'Europa continental la circumcisió neonatal no es realitza.

## Raons mèdiques
La circumcisió es recomana quan un home pateix de fimosi, situació en la qual el prepuci és massa estret i l'erecció és molt dolorosa. També és recomanada quan un home sofreix de constants infeccions urinàries produïdes per l'excessiva acumulació d'esmegma i en casos de balanitis crònica.
També alguns estudis mèdics suggereixen que el percentatge de càncer de penis en homes circumcidats és menor que en homes no circumcidats. El risc de contagi pel virus del papil·loma humà (VPH) d'alt risc en les parelles femenines de circumcidats disminuiria al voltant d'un 25%, d'acord amb els resultats de dos assaigs controlats aleatoris realitzats a la Uganda rural.
Des del març del 2007 l'OMS recomana la circumcisió mèdica a qualsevol edat com una estratègia més en la lluita contra la sida. Una metanàlisi mostra que en les relacions heterosexuals la taxa de contagi del VIH de la dona a l'home, si aquest és circumcís, és de la meitat.

## Raons religioses
La circumcisió és una pràctica tradicionalment requerida pel judaisme, i es realitza en el decurs d'una cerimònia coneguda amb el nom de Brit Milà. Es realitza al vuitè dia d'haver nascut.
En la religió islàmica també es practica la circumcisió. Encara que no hi ha referències en l'Alcorà, s'esmenta en el hadit, que explica la llei islàmica. No hi ha una data per a la circumcisió per als musulmans. En alguns països es realitza al naixement, en altres el vuitè dia, i en altres fins als onze o tretze anys.
Els egipcis, moabites, ammonites, i els edomites també havien practicat la circumcisió com ritual religiós. Segons l'historiador grec Heròdot, Abraham prengué el costum de circumcidar dels egipcis.

### Judaisme

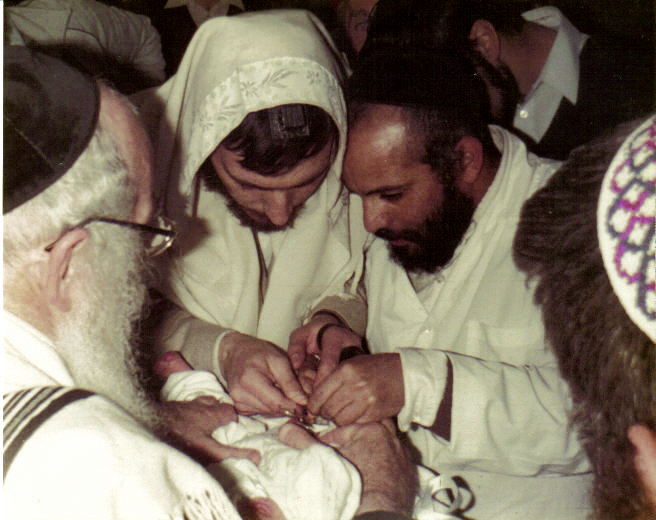
Cerimònia del Brit Milà.

Fidels a la tradició dels hebreus, la majoria dels jueus continuen practicant la circumcisió el vuitè dia després del naixement del nen, tret de casos de contraindicació mèdica.
El pare és el responsable de preparar la cerimònia, que ha de realitzar-se al matí ben d'hora i és precedida per una vigília consagrada a la pregària.
La circumcisió es diu en hebreu milà, però l'expressió completa és Brit Milà, la primera paraula significa 'aliança'. En efecte, aquesta circumcisió es practica per recordar el pacte establert entre Jahvè i Abraham, en que ell va ser fet «pare de moltes gents» (Gènesi 17:4).
La persona gentil que ha culminat la seva preparació per ingressar a la família jueva, i que ha estat aprovada per un bet-din (una mena de tribunal amb tres rabins) competent, ha de realitzar necessàriament a més tres passos cerimonials (dos si és dona): circumcisió (només homes), immersió en una pila ritual i ofrena al Temple (aquest pas en l'actualitat és omès, car no hi ha Temple a Jerusalem).
La circumcisió no és requerida pel judaisme perquè hom sigui considerat jueu, però alguns creients preveuen greus i negatives conseqüències espirituals si no es fa.
La circumcisió se cita en nombroses ocasions al Tanakh (per als jueus) o Antic Testament (per als cristians) de la Bíblia. Segons aquest text, Abraham i la seva família foren els primers circumcidats, a partir que Déu se li manifestés i li indiqués les condicions de la seva aliança amb el poble jueu (Gènesi 17:4-12): «Mira, aquesta és la meva aliança entre jo i tu: seràs pare d'una multitud de pobles. Ja no et diràs més Abram, el teu nom serà Abraham, perquè et faré pare d'una multitud de pobles. Et faré molt i molt fecund; els teus descendents formaran diverses nacions, i de tu sortiran reis. Tu i els teus descendents, de generació en generació, heu de guardar la meva aliança. Aquest és el signe de l'aliança que s'ha de mantenir per sempre entre jo i vosaltres, és a dir, amb els teus descendents: tots els homes hauran de ser circumcidats. Circumcidareu el vostre prepuci, i aquest serà el signe de l'aliança entre jo i vosaltres. De generació en generació, tots els infants mascles seran circumcidats al vuitè dia d'haver nascut. També ho seran els servents nascuts a casa vostra o els que hàgiu comprat a qualsevol estranger que no sigui del teu llinatge».
Als 99 anys, Abraham s'hauria circumcidat, impost la pràctica al seu primogènit Ismael, així com a tots els homes i nens de casa seva. Repetiria l'operació amb el seu fill petit Isaac als vuit dies del seu naixement.
La circumcisió fou objecte d'una querella entre hel·lenistes o jueus hel·lenitzats i els jueus ortodoxos. Aquesta querella havia estat llançada per la coronació del rei selèucida Arquelau IV que preconitzava l'hel·lenització a ultrança amb:
- L'efebia o preparació militar, que suposava la gimnàstica despullats a la palestra.
- Abandó de la circumcisió entre els grecs, en contra dels jueus.
- L'adopció de la llengua grega en detriment de l'arameu.

Aquesta temptativa no continua, però donà lloc a la guerra dels macabeus a la qual fan referència dos llibres de l'Antic Testament (segons el cànon catòlic) i dos llibres apòcrifs. Un dels seus autors fou Jàson de Cirene, jueu de la diàspora hel·lenitzat.
D'acord amb la llei tradicional jueva, en absència d'un home jueu expert, una dona, un esclau, o un nen, que tingui les habilitats requerides, també està autoritzat a realitzar la circumcisió, a condició que ell o ella sigui jueu.
La majoria dels corrents del judaisme no ortodox permeten mohels femenins, anomenats mohalot (en hebreu מוֹהֲלוֹת, plural de מוֹהֶלֶת mohelet, femení del mohel), sense restricció. El 1984, la doctora Deborah Cohen es convertí en la primera mohelet; que fou certificat pel programa Berit Milà del judaisme reformista.
Alguns jueus contemporanis opten per no circumcidar els seus fills i han desenvolupat una cerimònia de benvinguda que anomenen el shalom brit. Aquesta cerimònia no està aprovada oficialment per les organitzacions rabíniques, que fan la recomanació que els nens han de ser circumcidats, tot i que el problema dels conversos continua sent controvertit i la circumcisió dels conversos no és obligatòria en aquest moviment.

### Islam

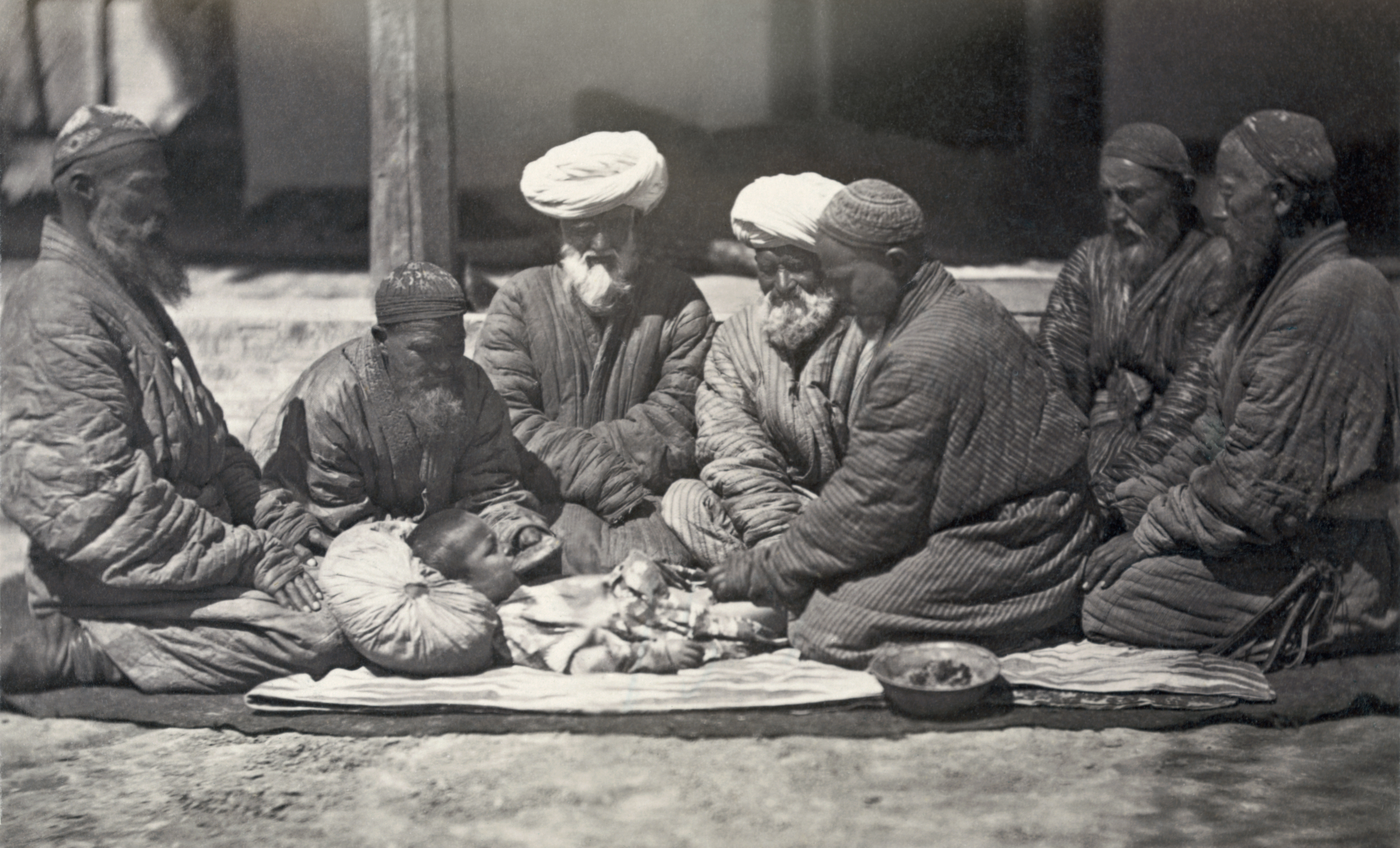

La circumcisió és practicada per la majoria dels musulmans, tot i que la seva pràctica procedeix d'una tradició preislàmica. Per als musulmans, la circumcisió és també una qüestió de neteja, purificació i control sobre un mateix.
L'islam basa la pràctica de la circumcisió al Gènesi 17, el mateix capítol bíblic referit pels jueus. El procediment no es menciona explícitament a l'Alcorà, tanmateix, es tracta d'una tradició establerta directament pel profeta de l'islam Mahoma després d'Abraham, per la qual cosa la seva pràctica es considera una sunna (tradició del profeta) i és molt important a l'islam.
Només una de les quatre escoles sunnites, la xafí, la considera preceptiva, però per a la resta dels musulmans no és obligatòria.
L'edat a la qual s'ha de practicar la circumcisió és objecte de debat i varia segons el lloc. En alguns llocs, com a l'Iran, té lloc sovint al mateix moment del naixement. Tanmateix, en altres llocs es pot esperar fins als set anys, edat que molts consideren com més adequada. El més important és que l'operació sigui realitzada abans de la pubertat. La circumcisió d'un nen se celebra amb una festa familiar, on el circumcís rep regals.
El moment correspon amb la finalització del nen de la seva recitació de tot l'Alcorà, amb un esdeveniment de majoria d'edat, com assumir la responsabilitat de la pregària o compromís diari.
Els adults incircumcisos que es converteixen a l'islam no tenen, des del punt de vista doctrinal, obligació de fer-se practicar aquesta operació, encara que hi ha una creença popular arrelada que sí és necessari.

### Cristianisme
Pau de Tars recomanà no forçar la circumcisió com a part de la salvació de l'home, en contra dels judeocristians, que encara creien que era necessari per ser part del poble de Déu. Tanmateix, la circumcisió continuà practicant-se entre les esglésies coptes d'Egipte i d'Etiòpia.
Al Nou Testament, només un dels quatre evangelistes nomena de manera clara la circumcisió de Jesús de Natzaret. Es tracta de l'evangeli segons Lluc (2:21): «Quan van complir-se els vuit dies i hagueren de circumcidar l'infant, li van posar el nom de Jesús; era el nom que havia indicat l'àngel abans que el concebés la seva mare».
El propi Lluc (1:59-60) comenta que Isabel i Zacaries portaren el seu fill Joan per circumcidar-lo: «Al cap de vuit dies es reuniren per circumcidar l'infant i volien que es digués Zacaries, com el seu pare. Però la seva mare s'hi va oposar dient: No! S'ha de dir Joan!».
En algunes de les seves epístoles, Pau, que es traslladà a la diàspora al món hel·lè, arriba a mencionar que la circumcisió no és requeriment per ser part del poble de Déu, tot i que no s'està referint si és necessària per al cos humà o no, atès que ell mateix com a jueu tenia la circumcisió, 1a Corintis 7:19: «La circumcisió no té cap valor, ni tampoc la incircumcisió: el que val és complir els manaments de Déu».
Segons el Nou Testament, el cristianisme no requereix la circumcisió, però el cristianisme tampoc no la prohibeix.
L'Església Catòlica manté actualment una posició neutral quant a la pràctica de la circumcisió no religiosa, i mai no s'ha abordat la qüestió de la circumcisió infantil en particular.